# Epirinus validus
Epirinus validus är en skalbaggsart som beskrevs av Louis Albert Péringuey 1901. Epirinus validus ingår i släktet Epirinus och familjen bladhorningar. Inga underarter finns listade i Catalogue of Life.